# Kitna, Kărdjali
Kitna (în bulgară Китна) este un sat în comuna Kirkovo, regiunea Kărdjali,  Bulgaria. 

## Demografie
Componența etnică a satului Kitna
     Turci (70,09%)
     Bulgari (12,61%)
     Nicio identificare (17,28%)
     Altele (0%)
La recensământul din 2011, populația satului Kitna era de 214 locuitori. Din punct de vedere etnic, majoritatea locuitorilor (70,09%) erau turci, cu o minoritate de bulgari (12,61%). Pentru 17,28% din locuitori nu este cunoscută apartenența etnică.